# Dar'ja Klišina
Dár'ja Ígorevna Klíšina (in russo Да́рья И́горевна Кли́шина?; Tver', 15 gennaio 1991) è una lunghista russa, due volte campionessa europea indoor della specialità.

## Biografia
Il 26 giugno 2010 Klišina ha realizzato un salto di 7,03 m, stabilendo il record juniores russo e la seconda miglior prestazione di tutti i tempi per la categoria juniores.  Nonostante la sua posizione dominante nel salto in lungo nel 2010, Klišina non ha partecipato ai Campionati del mondo juniores di atletica leggera.
Nel 2016, unica atleta russa, ha partecipato alle Olimpiadi di Rio grazie ad un permesso speciale concesso dalla IAAF, che aveva squalificato l'intera squadra russa dalle gare di atletica. Il permesso era stato revocato il 13 agosto, ma due giorni dopo, alla vigilia della gara di salto in lungo, era stato accolto il ricorso dell'atleta, che ha poi terminato la competizione al nono posto.

## Record nazionali

### Under 20
- Salto in lungo 7,03 m ( Žukovo, 26 giugno 2010)[3]
- Salto in lungo indoor 6,87 m ( Mosca, 7 febbraio 2010)[3]

## Palmarès
| Anno                                                | Manifestazione   | Sede           | Evento         | Risultato      | Prestazione | Note                                                  |
| --------------------------------------------------- | ---------------- | -------------- | -------------- | -------------- | ----------- | ----------------------------------------------------- |
| In rappresentanza della Russia                      |                  |                |                |                |             |                                                       |
| 2007                                                | Mondiali allievi | Ostrava        | Salto in lungo | Oro            | 6,47 m      |                                                       |
| 2009                                                | Europei juniores | Novi Sad       | Salto in lungo | Oro            | 6,80 m      |                                                       |
| 2010                                                | Mondiali indoor  | Doha           | Salto in lungo | 5ª             | 6,62 m      |                                                       |
| 2011                                                | Europei indoor   | Parigi         | Salto in lungo | Oro            | 6,80 m      |                                                       |
| 2011                                                | Europei under 23 | Ostrava        | Salto in lungo | Oro            | 7,05 m      | Record dei campionati · Miglior prestazione personale |
| 2011                                                | Mondiali         | Taegu          | Salto in lungo | 6ª             | 6,50 m      |                                                       |
| 2012                                                | Mondiali indoor  | Istanbul       | Salto in lungo | 4ª             | 6,85 m      |                                                       |
| 2013                                                | Europei indoor   | Göteborg       | Salto in lungo | Oro            | 7,01 m      | Miglior prestazione personale                         |
| 2013                                                | Universiadi      | Kazan'         | Salto in lungo | Oro            | 6,90 m      | Miglior prestazione personale stagionale              |
| 2013                                                | Mondiali         | Mosca          | Salto in lungo | 7ª             | 6,76 m      |                                                       |
| 2014                                                | Mondiali indoor  | Sopot          | Salto in lungo | 7ª             | 6,51 m      |                                                       |
| 2014                                                | Europei          | Zurigo         | Salto in lungo | Bronzo         | 6,65 m      |                                                       |
| 2015                                                | Mondiali         | Pechino        | Salto in lungo | 10ª            | 6,65 m      |                                                       |
| In rappresentanza degli Atleti Neutrali Autorizzati |                  |                |                |                |             |                                                       |
| 2016                                                | Giochi olimpici  | Rio de Janeiro | Salto in lungo | 9ª             | 6,63 m      |                                                       |
| 2017                                                | Europei indoor   | Belgrado       | Salto in lungo | 4ª             | 6,84 m      | Miglior prestazione personale stagionale              |
| 2017                                                | Mondiali         | Londra         | Salto in lungo | Argento        | 7,00 m      | Miglior prestazione personale stagionale              |
| 2021                                                | Giochi olimpici  | Tokyo          | Salto in lungo | Qualificazione | nm          |                                                       |

## Altre competizioni internazionali
2015
- Campionati europei a squadre di atletica leggera ( Čeboksary)